# Бельгия на зимних Олимпийских играх 1988
Бельгия принимала участие в Зимних Олимпийских играх 1988 года в Калгари (Канада) в тринадцатый раз за свою историю, но не завоевала ни одной медали. Сборную страны представляла только 22-летняя фигуристка Катрин Паувельс, она же несла бельгийский флаг на церемонии открытия.

## Результаты
Соревнования среди женщин прошли 24, 25 и 27 февраля на искусственном льду на катка Дворца спорта Скоушабэнк-Сэдлдоум.

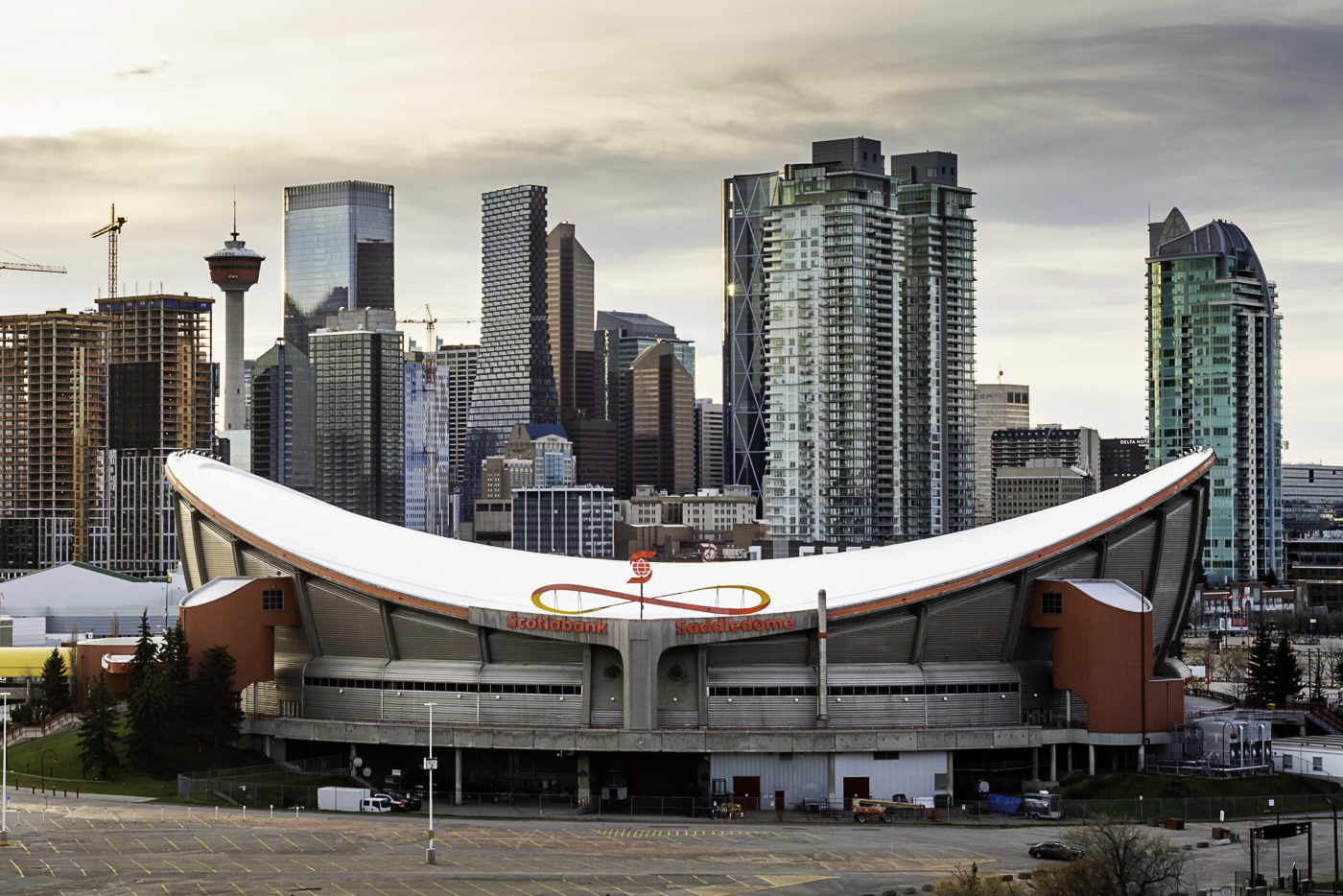
Спортивная арена Скоушабэнк-Сэдлдоум.

| Спортсменка     | CF | SP | FS | TFP  | Итог |
| --------------- | -- | -- | -- | ---- | ---- |
| Катрин Паувельс | 11 | 20 | 20 | 34.6 | 17   |